# Peggy Musgrave
Peggy Brewer Musgrave (* 3. Januar 1924 in Maldon, Essex, Vereinigtes Königreich; † 18. August 2017 in New Egypt, New Jersey, Vereinigte Staaten), geborene Brewer, war eine britisch-US-amerikanische Finanzwissenschaftlerin. Sie publizierte unter den Namen Peggy B. Richman und Peggy B. Musgrave. Sie war die Ehefrau des international bekannten Ökonomen Richard Abel-Musgrave.

## Familie
Sie war die Tochter des britischen Autors Herbert Rogers Everard Brewer und dessen Ehefrau Blanche Rebecca, geborene Wedlock. In erster Ehe war sie nach dem Zweiten Weltkrieg mit dem US-Amerikaner Bennett B. Richman (* 20. Dezember 1912 in Seattle, Washington; † 6. November 1989 in San Diego, Kalifornien) verheiratet. Aus dieser Ehe gingen zwei Söhne hervor, Roger und Thomas. In zweiter Ehe heiratete sie etwa Mitte der 1960er Jahre Richard Abel-Musgrave (1910–2007). Aus dieser Ehe ging eine Tochter hervor, Pamela.
Peggy Brewer fügte nach ihren beiden Hochzeiten die Familiennamen ihrer Ehemänner ihrem Mädchennamen hinzu, als Peggy B. Richman bzw. Peggy B. Musgrave. Der tatsächliche bzw. ursprüngliche Familienname ihres zweiten Ehemanns, Abel, blieb dabei gänzlich unberücksichtigt.

## Schule und Ausbildung
Ab 1933 besuchte sie eine Grammar School, 1942 immatrikulierte sich die 18-Jährige als erste ihrer Schule an der Cambridge University. Im Jahr 1944 wurde sie zum Wehrdienst herangezogen und arbeitete bis zum Ende des Krieges in London für das US-amerikanische Office of Strategic Services (OSS), den Vorläufer der Central Intelligence Agency (CIA). Während dieser Zeitspanne lernte sie den US-amerikanischen OSS-Angehörigen Bennett Richman kennen, den sie später heiratete und ihm nach Kriegsende 1945 in die Vereinigten Staaten folgte. Im Jahr 1953 erhielt sie die US-Staatsbürgerschaft.
An der American University in Washington D. C. nahm sie ihr unterbrochenes Studium wieder auf und schloss 1960 ein Bachelor- (B.A.) und Master- (M.A.) Studium der Wirtschaftswissenschaften ab. An der Johns Hopkins University promovierte sie 1962 in diesem Fachgebiet zum Doctor of Philosophy (PhD). Während dieser Phase absolvierte sie Sommerpraktika bei der Federal Reserve und der International Tax Division des US-amerikanischen Schatzamtes (United States Department of the Treasury).
Ihre berufliche Entwicklung begann 1962/63 als Senior Research Associate an der Columbia University und als Mitglied einer Studiengruppe zu wirtschaftlicher Integration in gemeinsame Märkte bei Professor Carl Shoup. Von 1963 bis 1965 lehrte sie als Assistant Professor das Fach Internationale Ökonomie an der University of Pennsylvania.
Ab dieser Phase war sie in zweiter Ehe mit Richard Abel-Musgrave verheiratet, der zu dieser Zeit an der Princeton University lehrte. Beide zogen nach Cambridge, Massachusetts, wo ihr zweiter Ehemann an der Harvard University die H. H. Burbank-Professur für Public Economics erhalten hatte. Peggy Musgrave nahm zwischen 1965 und 1967 als Senior Research Associate am International Tax Program der Harvard Law School (HLS) teil und publizierte dort weiter.
Als Associate Professor und schließlich als Full Professor lehrte sie zwischen 1967 und 1979 an der Northeastern University in Boston, als sie und ihr Ehemann einen Ruf als Visiting Ford Research Professors an die Berkeley University nach San Francisco erhielten. Dort erhielt Peggy Musgrave das Angebot einer Professur an der University of California in Santa Cruz, wo sie von 1979 bis 1992 lehrte und von Juli 1987 bis Juni 1989 als Kanzlerin des Crown College der UCSC auch mit der Administration beschäftigt war. Ihr Ehemann nutzte seinen altersbedingten Rückzug von Harvard, um weitere zwei Jahre als außerordentlicher Professor an der UCSC zu lehren.
Seit 1962 war sie daneben in beratender Funktion (Consultant) für diverse private und Regierungsorganisationen tätig.
Peggy B. Musgrave verstarb im Alter von 93 Jahren und wurde neben ihrem Ehemann Richard Abel-Musgrave auf dem Mount Auburn Cemetery (Pilgrim Path, Lot 8154, Mausoleum G, Space 1) in Cambridge, Massachusetts, beigesetzt.

## Prinzip der Kapitalexportneutralität
Das Prinzip der Kapitalexportneutralität (Capital Export Neutrality) geht im Wesentlichen auf Peggy Musgrave zurück und gilt als zentraler Ausgangspunkt der Diskussion um Effizienzwirkungen der Kapitalbesteuerung bei offenen Volkswirtschaften.

## Nationale Portfolio-Neutralität
Die grundlegenden Überlegungen zur Nationalen Portfolio-Neutralität (Global Portfolio Neutrality) basieren auf dem von Peggy Musgrave beschriebenen Konzept der Nationalen Neutralität.

## Mitgliedschaften
- American Economic Association
- Center for Economic Studies (CES) der Ludwig-Maximilians-Universität München
- CES Scientific Advisory Council[9]
- International Institute of Public Finance
- National Tax Association
- Phi Beta Kappa

## Peggy und Richard Musgrave-Preis
Das International Institute of Public Finance (IIPF) vergibt seit dem Jahr 2003 den Peggy-und-Richard-Musgrave-Preis, mit dem junge Studierende motiviert und ausgezeichnet werden, welche die hohen Standards der Bedeutung, Kreativität und wissenschaftlicher Qualität erreichen, die ein Kennzeichen der Arbeit der Musgraves für die öffentliche Finanzwirtschaft gewesen ist.

## Veröffentlichungen (Auszug)
- Taxation of Foreign Investment Income. An Economic Analysis. Johns Hopkins University Press, Baltimore, OH, 1963. OCLC 253520
- Trade Targets and Policies in Korea’s Economic Development. Nathan Economic Advisory Group, 1968. OCLC 63600590
- mit Richard Abel-Musgrave: Fiscal Policy 1968. Ed. Richard Earl Caves. OCLC 80486344
- mit Richard E. Caves, Richard Newell Cooper, Edward Fulton Denison, John H. Kareken und Lawrence B. Krause: Britain’s Economic Prospects. The Brookings Institution. George Allen & Unwin Ltd., London 1968 OCLC 1038463577
- United States Taxation of Foreign Investment Income. Issues and Arguments. Law School of Harvard University, Cambridge, MA, 1969. OCLC 1042273626
- International Aspects of Tax Reform in Canada. Canadian Tax Foundation. Research Center, Northeastern University, Dept. of Economics, Boston MA, 1970. OCLC 56279177
- mit Richard Abel-Musgrave: Inter-Nation Equity. In: Richard M. Bird, John G. Head (Hrsg.): Modern Fiscal Issues: Essays in Honor of Carl S. Shoup. University of Toronto Press, Toronto 1972. OCLC 7377860358
- mit Richard A. Musgrave: Public Finance in Theory and Practice. Mcgraw-Hill College, 1973, ISBN 0-07-059693-X.
- mit Carl S. Shoup und Charles E. McLure: The Impact of Multinational Corporations on Development and on International Relations. Three studies prepared at the request of the United Nations Secretariat. United Nations, New York City 1974. OCLC 896137429
- mit Frank Church: Direct Investment Abroad and Multinationals, Effects on United States Economy. Prepared for Use of Subcommittee on Multinational Corporations. Foreign Relations Committee. Senate Washington DC 20510, Government Printing Office, Washington DC, 1975. OCLC 966747479
- Exchange Rate Aspects in the Taxation of Foreign Income. Reprint aus: National Tax Journal. Vol. 28/1975. Boston MA, 1976. OCLC 254915147
- mit Tibor Scitovsky: The State Corporate Income Tax. Principles for the Division of Tax Base. Board of Studies in Economics, University of California, Santa Cruz, CA, 1982. OCLC 18484844
- mit Ronald E. Grieson: Public Debt and Cost-benefit Analysis. Board of Studies in Economics, University of California, Santa Cruz, CA, 1984. OCLC 18112647
- mit Ronald E. Grieson: Interjurisdictional Coordination of Taxes on Capital Income. Board of Studies in Economics, University of California, Santa Cruz, CA, 1985. OCLC 18199052
- als Hrsg.: States under Stress. A Report on the Finances of Massachusetts, Michigan, Texas, and California. California Policy Seminar conference report. Institute of Governmental Studies, University of California, Berkeley CA, 1985. OCLC 12538573
- als Hrsg.: Mexico and the United States. Studies in Economic Interaction. Westview Press, Boulder, Colorado, 1985. OCLC 760379299
- Coordination of Taxes on Capital Income in Developing Countries. Board of Studies in Economics, University of California, Santa Cruz 1987. OCLC 647097119
- Fiscal Coordination and Competition in an International Setting. Department of Economics, University of California, Santa Cruz, CA, 1989. OCLC 20549221
- mit Charles E. McLure Jr., Richard Abel-Musgrave, Bruno S. Frey, Klaus Vogel und Hans-Werner Sinn: Influence of Tax Differentials on International Competitiveness. Proceedings of the Munich Symposium on International Taxation. Kluwer Law and Taxation Publishers, Boston MA und Deventer, Niederlande, 1990, ISBN 90-6544-459-9.
- Interjurisdictional Equity in Company Taxation. Principles and Applications to the European Union. 2000. OCLC 848884490
- Tax Policy in the Global Economy. Selected Essays (= Studies in fiscal federalism and state-local finance). Edward Elgar, Cheltenham UK, und Northampton MA, 2002, ISBN 978-1-84064-313-8.
- Internationale Koordinationsprobleme beim Ersatz einer Einkommens- durch eine Konsumbesteuerung. In: Manfred Rose: Konsumorientierte Neuordnung des Steuersystems. Springer Verlag, Berlin und Heidelberg, ISBN 978-3-540-53458-7, S. 535–574.
- Recognizing the Limits to Cooperation behind National Borders. Financing the Control of Transnational Terrorism. In: Inge Kaul, Pedro Conceição (Hrsg.): New Public Finance. Responding to Global Challenges. Oxford University Press. New York City, 2006, ISBN 978-0-19-517996-5.
- Remembering Richard Musgrave, 1910–2007. In: Tax Reform in the 21st Century. A Volume in Memory of Richard Musgrave. Kluwer Law International, Alphen aan den Rijn, 2009, ISBN 978-90-411-2829-4, S. 3–16.